# Teateråret 1934

## Händelser

### September
- 29 september – Göteborgs Stadsteater inviger sitt mya teaterhus.[1]

### Oktober
- 17 oktober – Signe Hasso debuterar i Flickor i uniform på Blancheteatern.

### Okänt datum
- Olof Molander efterträder Erik Wettergren som chef för Dramaten
- Ernst Eklund blir chef för Skansenteatern i Stockholm
- Komikergruppen Tre Knas bildas av Nils Ohlson Gunnar "Knas" Lindkvist och Carl-Gustaf Lindstedt

## Priser och utmärkelser
- Helga Görlin tilldelas  Litteris et Artibus
- Gertrud Pålson-Wettergren utnämndes till hovsångerska

## Årets uppsättningar

### Januari
- 11 januari – Gösta Ekman d.ä. gör succé som Hamlet på Vasateatern i Stockholm, Sverige och hans rollgestaltning blir årets mest uppmärksammade.[2]

### Okänt datum
- Bröderna Siegfried och Arthur Fischers pjäs Greven av Gamla Sta'n uruppfördes på Mosebacke revyteater i Stockholm.
- Oscar Rydqvist pjäs Pettersson - Sverige uruppförs på Vanadislundens friluftsteater i Stockholm
- Robert Arthur Schönherr och Leo Lenz pjäs Ehe in Dosen uruppförs i Berlin på Theater in der Behrenstrasse, och kommer att filmatiseras av Gustaf Molander 1939, se Ombyte förnöjer.
- Ralph Benatzkys operett En förtjusande fröken (Bezauberndes Fräulein) från 1933 har svensk premiär på Stora Teatern i Göteborg
- Oskar Braatens pjäs Bra människor (Bra mennesker) har Sverigepremiär på Viktoriasalen i Stockholm
- Franz Arnolds pjäs Celebert bröllop (Da stimmt was nicht) från 1932 har svensk premiär på Komediteatern i Stockholm.

## Avlidna
- 23 juni – Mathias Taube, 57, svensk skådespelare och illustratör.
- 27 augusti – Doris Nelson, 47, svensk skådespelare.